# Awal Terusan
Awal Terusan is een bestuurslaag in het regentschap Ogan Komering Ilir van de provincie Zuid-Sumatra, Indonesië. Awal Terusan telt 2908 inwoners (volkstelling 2010).